# Syzygium dyerianum
Syzygium dyerianum är en myrtenväxtart som först beskrevs av George King, och fick sitt nu gällande namn av Chantaran. och John Adrian Naicker Parnell. Syzygium dyerianum ingår i släktet Syzygium och familjen myrtenväxter. IUCN kategoriserar arten globalt som livskraftig. Inga underarter finns listade i Catalogue of Life.